# Max Delbrück
Max Ludwig Henning Delbrück (Berlín, 4 de setembre de 1906 - Pasadena, 1981) fou un biofísic estatunidenc, d'origen alemany, guardonat amb el Premi Nobel de Medicina o Fisiologia l'any 1969.

## Biografia
Fill de l'historiador Hans Delbrück estudià astrofísica i física a la Universitat de Göttingen, on es doctorà l'any 1930. Posteriorment va ampliar els seus estudis al Regne Unit, Dinamarca i Suïssa, moment en el qual conegué Wolfgang Pauli i Niels Bohr, els quals el van introduir en el món de la biologia. L'any 1932 retornà a Berlín i va esdevindre assistent de Lise Meitner i Otto Hahn a l'Institut Kaiser Guillem.
L'any 1933 va aconseguir una beca de la Fundació Rockefeller per estudiar als Estats Units, ocasió que aprofità per fugir de l'Alemanya nazi i establir-se en aquell país, esdevenint professor de l'Institut Tecnològic de Califòrnia (Caltech) entre 1937 i 1939, de la Universitat Vanderbilt entre 1940 i 1947 i de nou al Caltech entre 1947 i 1981.
Delbrück morí el 9 de març de 1981 a la ciutat de Pasadena, població situada a l'estat nord-americà de Califòrnia.

## Recerca científica
Delbrück és considerat un pioner en l'estudi de la biofísica així com la biologia molecular, interessant-se principalment en els bacteriòfags. L'any 1939 inicià els seus treballs a la secció de genètica del Caltech, realitzant estudis sobre la Drosophila melanogaster, i va idear un procés, mitjançant una sola etapa, per al cultiu i creixement dels bacteriòfags, que, després d'un període latent d'una hora, es multiplicaven en diversos centenars de milers. Així mateix col·laborà amb Linus Carl Pauling en el desenvolupament del concepte de complementarietat molecular en les reaccions antigen-anticòs.
L'any 1942, juntament amb l'italià Salvador Luria, va demostrar que la resistència bacteriana a la infecció d'un virus és causada per una mutació aleatòria i no pel canvi adaptat en el que acadèmicament s'anomena l'Experiment de Delbrück i Luria. D'aquesta manera es demostrava amb proves empíriques part de la teoria darwinista de la selecció natural des d'un punt de vista molecular en el que s'ha vingut a anomenar teoria sintètica de l'evolució. L'any 1946 descobrí, independentment d'Alfred Hershey, que el material genètic de diferents classes de virus podia recombinar-se donant origen a nous tipus de virus.
L'any 1969 fou guardonat amb el Premi Nobel de Medicina «pels seus descobriments referents al mecanisme de la rèplica i l'estructura genètica dels virus», premi que compartí amb Salvador Luria i Alfred Hershey.

## Reconeixements
En honor seu s'anomenà l'asteroide (15264) Delbrück descobert l'11 d'octubre de 1990 pels astrònoms Freimut Börngen i Lutz D. Schmadel.